# Selección de rugby de China
La selección de rugby de China representa a la República Popular China ante la World Rugby, entidad mundial del deporte.
Su selección principal aún no ha clasificado a la etapa final de la Copa del Mundo, pero intentó clasificarse tanto en 2003 como en 2007. Habitualmente se encuentra entre los puestos 60 y 90 del World Rugby Ranking.

## Historia
China jugó su primer internacional en 1997 contra Singapur. China intentó clasificarse para la Copa Mundial de Rugby 2003 en Australia, participando en los torneos clasificatorios de Asia. Comenzaron en el Grupo C de la Ronda 1, jugando partidos contra Sri Lanka y Kazajistán, jugado en abril, perdió 9-7 ante los primeros y derrotó a Kazajistán 57-15. Terminaron en la parte superior de la clasificación final debido a una mejor diferencia de puntos, y avanzaron a la Ronda 2. Sin embargo, fueron eliminados de esa fase, perdiendo sus partidos contra Hong Kong y China Taipéi. China también participó en competiciones clasificatorias para la Copa Mundial de Rugby 2007. Comenzaron en la División 2 de la Ronda 1, disputando partidos contra la selección del Golfo Pérsico y China Taipéi, derrotó a Taipéi 22-19 en su primer partido y perdió el otro, viéndolos terminar en segundo lugar, y pasar a la División 2 de la Ronda 2. Sin embargo, China perdió sus dos partidos en la segunda ronda contra Hong Kong y Sri Lanka. China tenía agendado participar en la clasificación para la Copa Mundial de Rugby 2011, sin embargo, se vieron obligados a abandonar debido a complicaciones de visa.

## Palmarés
- Asia Rugby Championship Division 2 (1): 2004